# Russell Anderson
Russel Anderson é um futebolista Escocês que atua como meio-campista no Derby County da Inglaterra. Nasceu em 25 de Outubro de 1978
Clubes da Carreira
1996–2007 - Aberdeen ; 2007–2010 - Sunderland ; 2008 → Plymouth Argyle ; 2008–2009 → Burnley ; 2010 – Derby County ;